# Barnsley
Barnsley (eller The Metropolitan Borough of Barnsley) er en by med 245.199(2018) indbyggere, og en storbykommune i det nordlige England 233,580(2016). Byen ligger i grevskabet South Yorkshire i regionen Yorkshire and the Humber.
Barnsley er hjemby for fodboldklubben Barnsley F.C.